# Nupir
Nupir är ett berg i Finland. Det ligger i Utsjoki kommun och landskapet Lappland, i den norra delen av landet, 1 000 km norr om huvudstaden Helsingfors. Toppen på Nupir är 501 meter över havet, eller 182 meter över den omgivande terrängen. Bredden vid basen är 9,3 km.
Terrängen runt Nupir är platt söderut, men norrut är den kuperad.  Trakten runt Nupir är nära nog obefolkad, med mindre än två invånare per kvadratkilometer. Närmaste större samhälle är Karigasniemi, 10,6 km norr om Nupir. Omgivningarna runt Nupir är i huvudsak ett öppet busklandskap.